# Francisco Fabián y Fuero
Francisco Fabián y Fuero (Terzaga, Guadalajara, 7 de agosto de 1719-Torrehermosa, Zaragoza, 3 de agosto de 1801) fue un prelado español de la Ilustración.

## Biografía
Quedó huérfano de niño y se educó con un tío materno sacerdote en Almazán. Pasó luego al colegio carmelita de Calatayud (Zaragoza) y ganó una beca para estudiar en la Universidad de Sigüenza, donde se licenció en Artes y Teología en 1741 y doctoró en esta última materia en 1743, siendo nombrado ese mismo año rector de la misma, cargo que conservó hasta 1751; en ese lapso estuvo durante algunas temporadas en el Colegio de Santa Cruz de Valladolid. Fue canónigo magistral de Sigüenza y después, en 1755, Carlos III lo nombró canónigo de la catedral de Toledo y abad de San Vicente; en el coro toledano conocería al erudito Felipe Antonio Fernández Vallejo y a su gran amigo, el futuro arzobispo Francisco Antonio de Lorenzana. Por último, el mismo rey lo designó más tarde (1765) para el obispado de Puebla. 
En Puebla  impulsó un gran plan de desarrollo intelectual, administrativo y elcesiástico que mejorase la sociedad según los ideales de la Ilustración, para lo cual contó con el apoyo del su amigo, el arzobispo Francisco de Lorenzana. Se implicó en el debate de los jesuitas en América pidiendo la disolución de la Compañía de Jesús durante el Concilio IV Mexicano donde dio pruebas de su vasta y sólida instrucción. Promovió la Academia de Bellas Artes de Puebla y la Biblioteca Palafoxiana, a la que proveyó de una imprenta. De sus trabajos en esta diócesis da cuenta la Colección de Providencias diocesanas del Obispado de la Puebla de los Ángeles (Puebla: Semanario Palafoxiano, 1770, 2 vols.), que contiene las reglas para la conducta civil y religiosa en Puebla emanada del III Concilio mexicano: manera de tratar a los indios, uso de lenguas indígenas, prohibición del juego, reglas de uso del tabaco y otras ordenanzas relativas a las conductas diarias. Incluye con numeración aparte una Colección de Providencias dadas para los cinco confentos de Religiosas Calzadas de la ciudad de Puebla de los Ángeles. 
Vacante la archidiócesis de Valencia, fue nombrado para ella en 1772 y allí tuvo graves desavenencias con el capitán general duque de la Roca, que motivaron disgustos y conmociones populares, retirándose entonces a su pueblo natal.
Un biógrafo suyo dice de él "que fue defensor de los pobres, frugal en sus gastos personales, muy trabajador, económico, hasta usar vajilla de hoja de lata, porque todo ahorro le parecía pequeño para el bien de los demás. fabricó capillas, restauró templos, fue gran protector de los indios, hizo el edificio de la Biblioteca del Seminario, quedando tan pobre que tuvo que empeñarse cuando se trasladó a Valencia".
Para solemnizar la proclamación de Carlos IV distribuyó en limosnas la suma de setenta y cinco mil quinientos pesos.

## Obra
Publicó un Catecismo por encargo del Concilio IV Mexicano. Llevado del amor a la ciencia, acometió y llevó a cabo la impresión de las obras del gran Vives, así como De Traditionibus de P. de Ayala, en 8 tomos; la Missa Gothica seu Mozarabica, incluyendo Explicationes universae, apologiae ac dilucidationes; Refutación de Febronio y muchas y hermosas pastorales.
También la citada Colección de Providencias diocesanas del Obispado de la Puebla de los Ángeles (Puebla: Semanario Palafoxiano, 1770, 2 vols.) que incluye una Colección de Providencias dadas para los cinco confentos de Religiosas Calzadas de la ciudad de Puebla de los Ángeles: tuvo una segunda edición (Valencia: Benito Monfort, 1792).